# Герцаївська міська рада
Ге́рцаївська міська́ ра́да — адміністративно-територіальна одиниця та орган місцевого самоврядування в Герцаївському районі Чернівецької області. Адміністративний центр — місто Герца.

## Загальні відомості
- Територія ради: 3,2 км²
- Населення ради: 2 030 осіб (станом на 2001 рік)

## Населені пункти
Міській раді підпорядковані населені пункти:
- м. Герца

## Склад ради
Рада складається з 16 депутатів та голови.
- Голова ради: Скрипкару Василь Васильович
- Секретар ради: Бодайку Нона Костянтинівна

### Керівний склад попередніх скликань
| Прізвище, ім'я, по батькові  | Основні відомості                                               | Дата обрання | Дата звільнення |
| ---------------------------- | --------------------------------------------------------------- | ------------ | --------------- |
| Бурмін Олександр Олексійович | Міський голова, 1946 року народження                            | 26.03.2006   | 24.12.2008      |
| Скрипкар Василь Васильович   | Міський голова, 1973 року народження, безпартійний              | 03.05.2009   | 31.10.2010      |
| Скрипкару Василь Васильович  | Міський голова, 1973 року народження, освіта вища, безпартійний | 31.10.2010   |                 |

Примітка: таблиця складена за даними сайту Верховної Ради України

### Депутати
За результатами місцевих виборів 2010 року депутатами ради стали:

#### За суб'єктами висування
| Суб'єкт висування                                       | Кількість обраних депутатів | %    |
| ------------------------------------------------------- | --------------------------- | ---- |
| Партія регіонів                                         | 5                           | 31,3 |
| Політична партія «Сильна Україна»                       | 3                           | 18,8 |
| Політична партія Всеукраїнське об'єднання «Батьківщина» | 2                           | 12,5 |
| Політична партія «Наша Україна»                         | 2                           | 12,5 |
| Соціалістична партія України                            | 2                           | 12,5 |
| Народна партія                                          | 1                           | 6,3  |
| Політична партія «Громадянська позиція»                 | 1                           | 6,3  |

#### За округами
| № округу                                                | Прізвище, ім'я, по батькові    | Дата визнання обраним | Освіта             | Партійна приналежність                        | Відомості про обраного депутата                       |
| ------------------------------------------------------- | ------------------------------ | --------------------- | ------------------ | --------------------------------------------- | ----------------------------------------------------- |
| Народна Партія                                          |                                |                       |                    |                                               |                                                       |
| 7                                                       | Жибчин Богдан Нестерович       | 05.11.2010            | вища               | позапартійний                                 | Чернівецька обласна лікарня, анастазіолог -реаніматор |
| Партія регіонів                                         |                                |                       |                    |                                               |                                                       |
| б/м                                                     | Цинтар Валентин Аурелович      | 05.11.2010            | вища               | член Партії регіонів                          | ЦРЛ, завідувач поліклініки                            |
| б/м                                                     | Чоботару Костянтин Ілліч       | 05.11.2010            | середня            | член Партії регіонів                          | ЦРЛ, фельдшер швидкої допомоги                        |
| б/м                                                     | Скурту Дмитро Дмитрович        | 05.11.2010            | вища               | член Партії регіонів                          | ЦРЛ, лікар                                            |
| б/м                                                     | Корнієнко Віктор Степанович    | 05.11.2010            | середня            | член Партії регіонів                          | Дорожнє управління, заступник начальника              |
| 5                                                       | Амураріца Валентин Георгійович | 05.11.2010            | середня            | член Партії регіонів                          | приватний підприємець                                 |
| Політична партія Всеукраїнське об'єднання «Батьківщина» |                                |                       |                    |                                               |                                                       |
| б/м                                                     | Хайсук Тодор Михайлович        | 05.11.2010            | середня            | член Всеукраїнського об'єднання «Батьківщина» | приватний підприємець                                 |
| б/м                                                     | Юрку Сергій Іванович           | 05.11.2010            | середня спеціальна | член Всеукраїнського об'єднання «Батьківщина» | тимчасово не працює                                   |
| Політична партія «Громадянська позиція»                 |                                |                       |                    |                                               |                                                       |
| 2                                                       | Корчаковський Ігор Вікторович  | 05.11.2010            | вища               | позапартійний                                 | Герцаївська РДА, завідувач сектору контролю           |
| Політична партія «Наша Україна»                         |                                |                       |                    |                                               |                                                       |
| 6                                                       | Аіріні Юлія Володимирівна      | 05.11.2010            | вища               | позапартійна                                  | Герцаївське відділення банку «Аваль», начальник       |
| 8                                                       | Чахлиу Костянтин Костянтинович | 05.11.2010            | вища               | позапартійний                                 | Герцаївська дільниця ВАТ «Чернівцігаз», начальник     |
| Політична партія «Сильна Україна»                       |                                |                       |                    |                                               |                                                       |
| б/м                                                     | Цирдя Сергій Давидович         | 05.11.2010            | вища               | член Політичної партії «Сильна Україна»       | Районне споживче товариство, голова правління         |
| б/м                                                     | Пелигач Микола Васильович      | 05.11.2010            | середня спеціальна | член Політичної партії «Сильна Україна»       | пенсіонер                                             |
| 1                                                       | Бодайку Нонна Костянтинівна    | 05.11.2010            | вища               | член Політичної партії «Сильна Україна»       | Герцаївська міська рада, секретар                     |
| Соціалістична партія України                            |                                |                       |                    |                                               |                                                       |
| 3                                                       | Саранчук Василь Васильович     | 05.11.2010            | середня спеціальна | позапартійний                                 | Герцаївське ВУЖКГ, начальник                          |
| 4                                                       | Маланка Василь Георгійович     | 05.11.2010            | вища               | член Соціалістичної партії України            | Герцаївське управління ПФУ, завідувач сектору ПОІСМ   |